# Queen: The eYe
Queen: The eYe (Queen: L'ull) és un Videojoc d'acció i aventura publicat el 15 de maig del 1998 per Electronic Arts, amb música del grup de rock Queen que va ser readaptada exclusivament pel joc a càrrec de Joshua J. Macrae a l'estudi de Roger Taylor a Surrey.
Els elements de la història del joc s'assemblen notablement a la trama de l'obra de teatre musical We Will Rock You estrenada l'any 2002 amb èxit mundial.

## Trama
El joc se situa en un futur on el món és governat per una màquina que tot ho veu i que s'anomena "L'ull" i que ha erradicat tot que promou l'expressió creativa. El jugador és Dubroc, un agent secret de l'ull que en el curs dels seus deures ha redescobert una base de dades amb música de rock popular i és sentenciat a mort a l'arena, un espectacle televisiu retransmès en directe a través de satèl·lits arreu del món. Des de l'arena Dubroc cercarà la manera de destruir L'ull.

## Recepció i critica
El joc contenia cinc CDs que, juntament amb els arxius electrònics del joc, presentava diversos re-mixos instrumentals de moltes de les cançons de Queen, fet que el fa considerar com una obra de col·leccionista pels aficionats de la banda. Malgrat la popularitat del grup el videojoc va tenir pobres vendes a causa del dèbil gameplay, una promoció molt escassa i gràfics que ja van semblar desfasats quan es va acabar publicant a causa de la inusual tardança de temps durant el seu desenvolupament.

## Llistat de cançons

### Disc 1 - L'Àmbit de l'Arena
1. "Data track" (inclou "Arboria") - 22:22
2. "Made in Heaven" (loop) - 1:08
3. "I Want It All" (instrumental, remix) - 4:43
4. "Dragon Attack" (instrumental, remix) - 4:23
5. "Fight From The Inside" (instrumental) - 3:03
6. "Hang On In There" (intro) - 0:57
7. "In The Lap of the Gods...Revisited" (editada, veus) - 0:32
8. "Modern Times Rock'n'Roll" (instrumental) - 1:44
9. "More Of That Jazz" (instrumental) - 4:30
10. "We Will Rock You" (comentari mix) - 0:58
11. "Liar" (intro) - 1:26
12. "The Night Comes Down" (intro) - 0:48
13. "Party" (instrumental) - 2:26 (no inclosa a la versió Anglesa del joc)
14. "Chinese Torture" (versió usual) - 1:44
15. "I Want It All" (instrumental, remix) - 4:53

### Disc 2 - L'Àmbit de les Feines (The Works)
1. "Data track" - 25:45
2. "Mustapha" (intro, veus) - 0:26
3. "Mother Love" (instrumental) - 4:16
4. "You Take My Breath Away" (instrumental) - 3:15
5. "One Vision" (intro) - 0:32
6. "Sweet Lady" (editada, veus) - 1:03
7. "Was It All Worth It" (instrumental, editada) - 1:57
8. "Get Down, Make Love" (instrumental, remix) - 3:49
9. "Heaven For Everyone" (instrumental) - 5:36
10. "Hammer To Fall" (instrumental) - 4:22
11. "Tie Your Mother Down" (intro) - 0:39
12. "One Vision" (instrumental, remix) - 2:27
13. "It's Late" (editada, veus) - 1:08
14. "Procession" (versió usual) - 1:14
15. "Made in Heaven" (instrumental, remix) - 5:24

### Disc 3 - L'Àmbit del Teatre
1. "Data track" - 21:53
2. "It's A Beautiful Day" (remix) - 1:38
3. "Don't Lose Your Head" (instrumental) - 1:59
4. "Princes Of The Universe" (instrumental, remix) - 1:08
5. "A Kind Of Magic" (instrumental) - 4:25
6. "Gimme The Prize" (remix, veus) - 4:03
7. "Bring Back That Leroy Brown" (edit, veus) - 0:27
8. "Ha Ha Ha, It's Magic!" (tall vocal) - 0:06
9. "You Don't Fool Me" (instrumental) - 5:58
10. "Let Me Entertain You" (instrumental, intro) - 0:49
11. "Khashoggi's Ship" (instrumental) - 1:37
12. "Forever" (versió usual) - 3:21
13. "Don't Try So Hard" (editada, veus) - 1:35
14. "Was It All Worth It" (intro) - 0:37

### Disc 4 - L'Àmbit d'Innuendo
1. "Data track" - 25:40
2. "Brighton Rock" (intro) - 0:13
3. "I'm Going Slightly Mad" (instrumental) - 2:40
4. "Bijou" (instrumental, editada) - 1:27
5. "Khashoggi's Ship" (instrumental) - 1:37
6. "The Show Must Go On" (instrumental, remix) - 4:26
7. "The Hitman" (instrumental, editada) - 1:07
8. "Too Much Love Will Kill You" (editada, veus) - 1:50
9. "I Can't Live With You" (instrumental, remix) - 4:40
10. "Love Of My Life" (només introducció de l'arpa) - 0:04

### Disc 5 - L'Àmbit Final
1. "Data track" - 21:48
2. "Death On Two Legs" (intro) - 0:40
3. "Death On Two Legs" (instrumental) - 3:07
4. "Ride The Wild Wind" (instrumental, remix) - 4:45
5. "Headlong" (instrumental) - 4:53
6. "Breakthru" (instrumental) - 2:07
7. "Hammer To Fall" (instrumental) - 4:32
8. "Gimme The Prize" (instrumental, remix) - 4:12
9. "The Hitman" (instrumental, remix) - 2:40
10. "Don't Lose Your Head" (versió usual) - 4:40
11. "Gimme The Prize" (veus, remix) - 4:11